# Giedrius Čekuolis

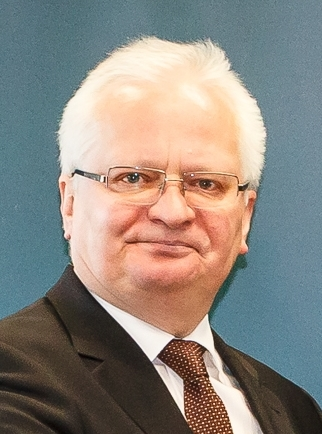
Giedrius Čekuolis

Giedrius Čekuolis (* 29. März 1959) ist ein litauischer Diplomat und ehemaliger Politiker, Vizeminister. Er ist ein Zwillings-Bruder von Dalius Čekuolis.

## Leben
Nach dem Abitur 1977 an der 15. Mittelschule Vilnius in Žvėrynas absolvierte Čekuolis von 1977 bis 1982 das Diplomstudium an dem Institut für Internationale Beziehungen (MGIMO) in Moskau. Er arbeitete als Diplomat im Außenministerium Sowjetlitauens und der Sowjetunion. Von 2000 bis 2003 war er Vizeminister im Außenministerium.
Seit 2003 ist er Botschafter Litauens.